# Dactyloceras swanzii
Dactyloceras swanzii är en fjärilsart som beskrevs av Butler 1871. Dactyloceras swanzii ingår i släktet Dactyloceras och familjen Brahmaeidae. Inga underarter finns listade i Catalogue of Life.